# Brygada KOP „Polesie”
Brygada KOP „Polesie” – brygada piechoty Korpusu Ochrony Pogranicza.

## Geneza
Do czasu zakończenia wojny polsko-bolszewickiej, czyli do jesieni 1920, wschodnią granicę państwa polskiego wyznaczała linia frontu. Dopiero zarządzeniem z 6 listopada 1920 utworzono Kordon Graniczny Ministerstwa Spraw Wojskowych. W połowie stycznia 1921 zmodyfikowano formę ochrony granicy i rozpoczęto organizowanie Kordonu Granicznego Naczelnego Dowództwa WP. Obsadzony on miał być przez żandarmerię polową i oddziały wojskowe. Latem 1921 ochronę granicy wschodniej postanowiło powierzyć Batalionom Celnym. W Łachwie rozmieszczono dowództwo i pododdziały sztabowe 1 batalionu celnego.
W drugiej połowie 1922 przeprowadzono kolejną reorganizację organów strzegących granicy wschodniej. 1 września 1922 bataliony celne przemianowano na bataliony Straży Granicznej. W rejonie odpowiedzialności przyszłej Brygady KOP „Polesie” służbę graniczną pełniły między innymi pododdziały 1 batalionu Straży Granicznej.
Już w następnym zlikwidowano Straż Graniczną, a 1 lipca 1923 pełnienie służby granicznej na wschodnich rubieżach powierzono Policji Państwowej.
W sierpniu 1924 podjęto uchwałę o powołaniu Korpusu Ochrony Pogranicza – formacji zorganizowanej na wzór wojskowy, a będącej etacie Ministerstwa Spraw Wewnętrznych.

## Formowanie i zmiany organizacyjne
Na posiedzeniu Politycznego Komitetu Rady Ministrów, w dniach 21–22 sierpnia 1924, zapadła decyzja powołania Korpusu Wojskowej Straży Granicznej. 12 września 1924 Ministerstwo Spraw Wojskowych wydało rozkaz wykonawczy w sprawie utworzenia Korpusu Ochrony Pogranicza, a 17 września instrukcję określającą jego strukturę. 5 Brygada Ochrony Pogranicza zorganizowana została w drugim etapie formowania Korpusu Ochrony Pogranicza na podstawie rozkazu MSWojsk. nr 1600/tjn./O.de B/25 w terminie do 1 marca 1925 z gotowością do obsadzenia granicy na dzień 12 marca 1925. Jednostką formującą był 78 pułk piechoty . W skład brygady weszły: 15 batalion graniczny „Ludwikowo”, 16 batalion graniczny „Sienkiewicze”, 17 batalion graniczny „Dawidgródek”, 18 batalion graniczny „Rokitno”, 15 szwadron kawalerii „Hancewicze”, 16 szwadron kawalerii „Lenin”, 17 szwadron kawalerii „Rokitno”. Brygada rozwinęła się na terenie województwa poleskiego. Dowództwo brygady rozmieszczono w Łachwie. Pas ochraniany przez brygadę miał 445 km szerokości i 30 km głębokości.
W 1926 w strukturze brygady zorganizowana została szkoła podoficerska dla niezawodowych podoficerów piechoty. Szkoła stacjonowała w Dawigródku przy 17 batalionie granicznym. W następnym w skład brygady włączono 2 batalion graniczny i 5 szwadron z 1 Brygady Ochrony Pogranicza. Latem 1928 zlikwidowana została szkoła podoficerska. W jej miejsce, oraz w miejsce identycznych szkół funkcjonujących w pozostałych brygadach, utworzony został batalion szkolny KOP w twierdzy Osowiec. Aby zapewnić odpowiednią liczbę żołnierzy z wyszkoleniem saperskim, 1 kwietnia 1928 utworzono brygadowy ośrodek wyszkolenia pionierów przy 17 batalionie granicznym w Dawigródku.
W 1928 brygada ochraniała odcinek granicy państwowej długości 424,205 kilometrów.
Latem 1929 5 BOP przemianowana została na Brygadę KOP „Polesie”. Wszystkie pododdziały wchodzące w jej skład, obok dotychczasowych numerów, otrzymały nazwy miejscowości, w których stacjonowały. Dwa lata później numeracja batalionów i szwadronów została zniesiona.
W 1930 z dwóch batalionów (2 i 18) oraz dwóch szwadronów kawalerii (5 i 17) sformowany został pułk KOP „Sarny”. Nowo powstała jednostka pozostała w strukturze organizacyjnej brygady.
W 1931 zorganizowano kompanie saperów dla poszczególnych brygad Korpusu Ochrony Pogranicza zorganizowano kompanie saperów dla poszczególnych brygad Korpusu Ochrony Pogranicza. Dzieliły się na cztery typy, a nazwy przybierały od macierzystych jednostek. Brygada „Polesie” otrzymała typ I. W jej skład wchodził dowódca kompanii, drużyna gospodarcza (podoficer gospodarczy, sprzętowy, broni, gazowy oraz personel pomocniczy) i trzy plutony saperów. Pluton pierwszy miał cztery drużyny, a pozostałe plutony po trzy drużyny. Stan osobowy kompanii wynosił 123 żołnierzy, w tym czterech oficerów, 13 podoficerów i 106 saperów.
Rozkazem dowódcy KOP z 23 lutego 1937 została zapoczątkowana pierwsza faza reorganizacji Korpusu Ochrony Pogranicza „R.3”. Jej wynikiem było między innymi przeorganizowanie Brygady KOP „Polesie” poprzez wydzielenie pułku KOP „Sarny” z dotychczasowego składu organizacyjnego brygady i reorganizację jej dowództwa.
18 października 1938 dowódca KOP zarządzeniem nr L.6011/, tj. Og.Org/38 przeniósł miejsce postoju dowództwa Brygady KOP „Polesie” i dowództwa plutonu żandarmerii z Łachwy do Łunińca.
W marcu 1939 kompania saperów KOP „Stolin” pod dowództwem kapitana Czesława Pawulskiego została zmobilizowana i przetransportowana do rejonu operacyjnego Armii „Poznań”.

## Służba graniczna
W 1937 ustalono dla brygady następujący podział ochranianego odcinka granicy państwowej:
- granica północna: odcinek strażnicy „Morocz” 1 kompanii granicznej „Chominka” baonu „Ludwikowo” [wł.]
- wewnątrz brygady:
  - granica południowa baonu „Ludwikowo”: odcinek strażnicy „Rachowicze” 3 kompanii granicznej „Hawrylczyce” [wł.]
  - granica północna baonu „Sienkiewicze”: odcinek likwidowanej strażnicy „Wielki Las” 1 kompanii granicznej „Rachowicze” baonu „Ludwikowo”

## Mobilizacja Brygady KOP „Polesie” we wrześniu 1939
Na bazie Dowództwa Brygady KOP „Polesie” sformowane zostało Dowództwo 38 Rezerwowej Dywizji Piechoty.
- batalion KOP „Ludwikowo” – kpt. Andrzej Szumliński
- batalion KOP „Sienkiewicze” – ppłk Jan Dyszkiewicz
- batalion KOP „Dawidgródek” – mjr Jacek Tomaszewski

Po odtworzeniu, brygada ochraniała granicę z ZSRR o długości 262,339 km.

## Walki brygady
Walki o strażnice:

Strzegąca granicy na Polesiu Brygada KOP „Polesie” 17 września została zaatakowana przez pododdziały 17 Oddziału Wojsk Pogranicznych NKWD. Operujące na tym kierunku jednostki 4 Armii komkora Wasilija Czujkowa i 23 Samodzielnego Korpusu Strzelców, w dniu agresji nie osiągnęły jeszcze pełnej gotowości do działania. Działania z 17 września charakteryzowały się małą intensywnością i prowadzone były w zasadzie tylko siłami Wojsk Pogranicznych NKWD. Pozwoliło to generałowi Wilhelmowi Orlik-Rückemannowi na wycofanie brygady i organizację improwizowanej Grupy KOP.
Należy ocenić, że wskutek niewłaściwego działania pododdziałów brygady, zgrupowanie KOP nie osiągnęło postawionego przez swojego dowódce celu. Jednostkom KOP nie udało się rozbić sowieckiej 52 Dywizji Strzelców. Przyczyną był m.in. fakt, że Brygada KOP „Polesie” nie wykonała rozkazu uderzenia. Płk Różycki-Kołodziejczyk otrzymał rozkaz rozpoczęcia natarcia w kierunku południowo-zachodnim w celu oskrzydlenia nieprzyjaciela całością sił, a wykonał uderzenie zaledwie kompanią piechoty. Za niesubordynację dowódca zgrupowania zdjął ze stanowiska dowódcę brygady, rozwiązał brygadę i przeorganizował jednostkę w batalion „Polesie”. Ale i batalion nie wykonał jednak uderzenia na tyły Sowietów pod Wytycznem. Jego żołnierze porzucili broń i poddali się.

## Struktura organizacyjna brygady

Zasięg teryt. Brygady KOP Polesie – województwo poleskie II RP

Struktura organizacyjna brygady w 1925
- Dowództwo 5 Brygady Ochrony Pogranicza w Łachwie (później przeniesione do Łunińca)
- 15 batalion graniczny w Ludwikowie
- 15 Szwadron w Nowosiółkach (później w Hancewiczach)
- 16 batalion graniczny w Sienkiewiczach
- 16 szwadron w m. Lenin (później w Bystrzycach)
- 17 batalion graniczny w Dawidgródku
- 18 batalion graniczny w Rokitnie
- 17 szwadron w Rokitnie

Struktura 5 Brygady Ochrony Pogranicza w grudniu 1927
- Dowództwo Brygady
- 2 batalion graniczny
- 15 batalion graniczny
- 16 batalion graniczny
- 17 batalion graniczny
- 18 batalion graniczny
- 5 szwadron kawalerii
- 15 szwadron kawalerii
- 16 szwadron kawalerii
- 17 szwadron kawalerii
- Szkoła Podoficerów Niezawodowych Brygady

Struktura Brygady KOP „Polesie” w 1934
- Dowództwo Brygady KOP „Polesie” w Łunińcu?
- pułk KOP „Sarny”
- 15 batalion graniczny „Ludwikowo”
- 16 batalion graniczny „Sienkiewicze”
- 17 batalion graniczny „Dawidgródek”
- 15 szwadron kawalerii „Hancewicze”
- 16 szwadron kawalerii „Bystrzyce”
- kompania saperów „Polesie”

## Obsada personalna dowództwa brygady
Dowódcy brygady
- płk piech. Stanisław Wrzaliński (IV 1925 – 1 VI 1926[30])
- mjr Bogusław Kunc (2 VI – 3 IX 1926[30])
- płk piech. Bronisław Ostrowski (28 V[31] – VII 1926[32] → dowódca 2 Brygada OP)?
- płk piech. Bolesław Antoni Fijałkowski (3 IX 1926 – 24 VII 1928[30] → dowódca piechoty dywizyjnej 23 DP)
- płk piech. dr Tadeusz Wołkowicki (24 VII 1928[33] – 1930[30])
- płk piech. Stanisław Sobieszczak (XII 1933 – 5 IV 1937[30])
- płk dypl. piech. Mieczysław Rawicz-Mysłowski (5 IV 1937 – VIII 1939[30][d] → dowódca piechoty dywizyjnej 4 DP)
- płk dypl. Tadeusz Różycki-Kołodziejczyk (IX 1939[24])

Szefowie sztabu brygady
- mjr SG Karol Jeżowski (do 26 IV 1928 → DOK IV)
- mjr SG Karol Strusiewicz (od 26 IV 1928[34])
- mjr dypl. Marian I Jasiński (od 1 IX 1931[35])

Oficerowie brygady
- mjr SG Kazimierz Dziurzyński – I oficer sztabu (21 VIII 1926 – 12 I 1927 → szef sztabu 11 DP)
- ppłk / płk SG Ludwik Kmicic-Skrzyński – oficer instrukcyjny (25 VI 1927 – 12 III 1929 → dowódca BK „Białystok”)
- st. kpl. ks. Roman Dadaczyński – kapelan (1 XII 1925 – 1927)

Obsada personalna brygady w czerwcu 1939:
- dowódca brygady – płk[37] dypl. piech. Mieczysław Jan Mysłowski
- szef sztabu – mjr dypl. piech. Tadeusz Ryczel[e].
- I oficer sztabu – kpt. piech. Franciszek Lenarczyk[f].
- szef łączności – kpt. łącz. Augustyn Sabath[g].
- komendant pow. PW „Łuniniec” – kpt. piech. Franciszek Otłowski[h].
- zastępca komendanta pow. PW „Łuniniec” – por. piech. Lucjan Osimowicz[i].
- komendant pow. PW „Stolin” – kpt. piech. Zygmunt Stopnicki[j].